# Takayuki Chano
Takayuki Chano (jap. 茶野隆行 Chano Takayuki; ur. 23 listopada 1976 w Ichikawa) – japoński piłkarz, reprezentant kraju, grający na pozycji obrońcy.

## Kariera klubowa
Chano swoją przygodę z futbolem rozpoczął w 1992 w Funabashi High School. Od sezonu 1995 występował w JEF United Ichihara Chiba. Przez 9 lat gry w JEF United wystąpił w 228 spotkaniach, w których strzelił 5 bramek, będąc ważnym ogniwem zespołu. W 2005 zamienił JEF United na Júbilo Iwata. Podczas gry w Iwacie otrzymał powołanie do reprezentacji Japonii. 
Przez 5 sezonów w Júbilo zagrał w 122 spotkaniach, w których zdobył 5 bramek. W 2010 powrócił do JEF United Ichihara Chiba. Po rozegraniu 27 spotkań w barwach JEF United, w 2011 zakończył karierę piłkarską.
| Sezon | Klub                      | Kraj    | Liga      | Mecze | Gole |
| ----- | ------------------------- | ------- | --------- | ----- | ---- |
| 1995  | JEF United Ichihara Chiba | Japonia | J1 League | 26    | 0    |
| 1996  | JEF United Ichihara Chiba | Japonia | J1 League | 16    | 0    |
| 1997  | JEF United Ichihara Chiba | Japonia | J1 League | 8     | 0    |
| 1998  | JEF United Ichihara Chiba | Japonia | J1 League | 25    | 0    |
| 1999  | JEF United Ichihara Chiba | Japonia | J1 League | 27    | 0    |
| 2000  | JEF United Ichihara Chiba | Japonia | J1 League | 28    | 2    |
| 2001  | JEF United Ichihara Chiba | Japonia | J1 League | 22    | 1    |
| 2002  | JEF United Ichihara Chiba | Japonia | J1 League | 25    | 1    |
| 2003  | JEF United Ichihara Chiba | Japonia | J1 League | 25    | 0    |
| 2004  | JEF United Ichihara Chiba | Japonia | J1 League | 26    | 1    |
| 2005  | Júbilo Iwata              | Japonia | J1 League | 28    | 1    |
| 2006  | Júbilo Iwata              | Japonia | J1 League | 20    | 1    |
| 2007  | Júbilo Iwata              | Japonia | J1 League | 18    | 2    |
| 2008  | Júbilo Iwata              | Japonia | J1 League | 27    | 1    |
| 2009  | Júbilo Iwata              | Japonia | J1 League | 29    | 0    |
| 2010  | JEF United Ichihara Chiba | Japonia | J2 League | 24    | 3    |
| 2011  | JEF United Ichihara Chiba | Japonia | J2 League | 3     | 0    |

## Kariera reprezentacyjna
Chano po raz pierwszy w reprezentacji zagrał 25 kwietnia 2004 w meczu przeciwko reprezentacji Węgier. przegranym 2:3. Został powołany przez Zico na Puchar Azji 2004. Jego reprezentacja wygrała tamten turniej, ale Chano nie zagrał w żadnym spotkaniu. 
Dzięki zwycięstwu w mistrzostwach kontynentu Japonia mogła wystąpić w turnieju o Puchar Konfederacji 2005. Tam wystąpił w spotkaniu przeciwko Meksykowi. Po raz ostatni w drużynie narodowej zagrał 7 sierpnia 2005 w spotkaniu przeciwko Korei Południowej, wygranym 1:0. Łącznie w latach 2004–2005 zagrał w 7 spotkaniach reprezentacji Japonii.
| Mecze i gole w reprezentacji | Mecze i gole w reprezentacji | Mecze i gole w reprezentacji | Mecze i gole w reprezentacji | Mecze i gole w reprezentacji | Mecze i gole w reprezentacji | Mecze i gole w reprezentacji |
| #                            | Data                         | Miasto                       | Przeciwnik                   | Gol                          | Wynik                        | Rozgrywki                    |
| ---------------------------- | ---------------------------- | ---------------------------- | ---------------------------- | ---------------------------- | ---------------------------- | ---------------------------- |
| 1.                           | 25.04.2004                   | Zalaegerszeg                 | Węgry                        |                              | 2:3                          | towarzyski                   |
| 2.                           | 28.04.2004                   | Praga                        | Czechy                       |                              | 1:0                          | towarzyski                   |
| 3.                           | 16.12.2004                   | Jokohama                     | Niemcy                       |                              | 0:3                          | towarzyski                   |
| 4.                           | 27.05.2005                   | Tokio                        | Zjednoczone Emiraty Arabskie |                              | 0:1                          | towarzyski                   |
| 5.                           | 16.06.2005                   | Hanower                      | Meksyk                       |                              | 1:2                          | PK 2005                      |
| 6.                           | 03.08.2005                   | Daejeon                      | Chiny                        |                              | 2:2                          | Puchar Azji Wschodniej       |
| 7.                           | 07.08.2005                   | Daegu                        | Korea Południowa             |                              | 1:0                          | Puchar Azji Wschodniej       |

## Sukcesy
- Puchar Azji w piłce nożnej (1): 2004